# Concordia Hamburg
SC Concordia Hamburg – niemiecki klub sportowy z hamburskiej dzielnicy Wandsbek, działający w latach 1907–2013.
W Klubie działały sekcje: piłki nożnej, karate, jujutsu, judo, tenisa i tenisa stołowego.

## Historia
Klub założono 9 maja 1907. W 1918 r. Concordia połączyła się z SC Germanią 87 w „zjednoczenie wojenne”. W 1919 r. fuzję tę rozwiązano. W latach 1947–53 i 1956–63 drużyna piłkarska występowała w 1. lidze niemieckiej (wówczas Oberlidze – Grupie Północ). W 1953 r. awansowała do ćwierćfinału Pucharu Niemiec.
30 czerwca 2013 Concordia połączyła się z TSV Wandsbek-Jenfeld tworząc klub Wandsbeker TSV Concordia.

## Sukcesy
- Puchar Niemiec: ćwierćfinał (1953)
- Puchar Hamburga: zdobywca (1987, 2009)